# Каммінг (Джорджія)
Каммінг (англ. Cumming) — місто (англ. city) в США, в окрузі Форсайт штату Джорджія. Населення — 7318 осіб (2020).

## Географія
Каммінг розташований за координатами 34°12′28″ пн. ш. 84°8′1″ зх. д. / 34.20778° пн. ш. 84.13361° зх. д. (34.207649, -84.133571).  За даними Бюро перепису населення США в 2010 році місто мало площу 15,87 км², з яких 15,78 км² — суходіл та 0,09 км² — водойми. В 2017 році площа становила 17,35 км², з яких 17,25 км² — суходіл та 0,11 км² — водойми.

## Демографія
Згідно з переписом 2010 року, у місті мешкало 5430 осіб у 1893 домогосподарствах у складі 1081 родини. Густота населення становила 342 особи/км².  Було 2037 помешкань (128/км²).
Расовий склад населення:
| - 76,6 % — білих - 2,9 % — чорних або афроамериканців - 1,4 % — азіатів - 0,5 % — корінних американців - 0,1 % — вихідців з тихоокеанських островів - 16,9 % — осіб інших рас |

До двох чи більше рас належало 1,7 %. Частка іспаномовних становила 31,4 % від усіх жителів.
За віковим діапазоном населення розподілялося таким чином: 22,3 % — особи молодші 18 років, 59,0 % — особи у віці 18—64 років, 18,7 % — особи у віці 65 років та старші. Медіана віку мешканця становила 36,4 року. На 100 осіб жіночої статі у місті припадало 95,3 чоловіків;  на 100 жінок у віці від 18 років та старших — 89,8 чоловіків також старших 18 років.
Середній дохід на одне домашнє господарство  становив 48 035 доларів США (медіана — 43 491), а середній дохід на одну сім'ю — 57 618 доларів (медіана — 49 688). Медіана доходів становила 36 688 доларів для чоловіків та 30 800 доларів для жінок. За межею бідності перебувало 20,7 % осіб, у тому числі 21,9 % дітей у віці до 18 років та 10,6 % осіб у віці 65 років та старших.
Цивільне працевлаштоване населення становило 2485 осіб. Основні галузі зайнятості: виробництво — 17,7 %, будівництво — 16,4 %, роздрібна торгівля — 16,0 %.